# Jorge José Zenarruza
Jorge José Zenarruza fue un funcionario y legislador que alcanzó la gobernación de la Provincia de Jujuy.

## Biografía
Jorge Zenarruza nació el 17 de abril de 1847 en San Salvador de Jujuy, hijo de Restituto Zenarruza, también gobernador de la provincia, y de María Teresa López del Villar.
Tras efectuar sus primeros estudios en la escuela de los padres franciscanos, los continuó en el Colegio de Monserrat de la provincia de Córdoba (Argentina), para seguir luego estudios de medicina en la Universidad de San Carlos que abandonó antes de terminarlos a causa de la temprana muerte de su padre, fallecido al poco tiempo de asumir la gobernación.
De regreso a su provincia, en 1871 actuó como capitán del Batallón de la Guardia Nacional Libertad. Fue desingado juez de alzada en 1872, conjuez del Superior Tribunal de Justicia en 1874 y vocal del mismo entre 1875 y 1877.
Fue elegido Diputado Nacional por el período 1876 a 1878. Permaneció alejado de los cargos principales después de la grave crisis política que afectó a la provincia a partir de 1879.
En 1884 fue designado vocal del Superior Tribunal de Justicia y fue nuevamente designado diputado nacional en reemplazo de Domingo Teófilo Pérez. Designado simultáneamente conjuez en 1885, ese año integró la Legislatura provincial ocupando la presidencia de la Comisión permanente.
En 1886 fue designado presidente del Superior Tribunal de Justicia e integró y presidió durante su receso la Legislatura hasta que fue designado ministro general por el gobernador José María Álvarez Prado, tarea que cumplió hasta ser nuevamente electo diputado Nacional.
Nuevamente representante ante la Legislatura jujeña, en 1889 ocupó su presidencia hasta el 1 de mayo de ese año, cuando reemplazo en la gobernación a Pedro José Álvarez Prado.
Nombró ministro general a Sergio Alvarado. En su gobierno se inició la construcción del actual Puente Pérez sobre el Río Grande de Jujuy y se terminó el tramo ferroviario que unía la provincia de Tucumán con la de Jujuy, haciéndose efectiva la apertura al servicio ferroviario, en el tramo Güemes-Perico-Jujuy por Ley Nº280 del 31 de enero de 1891.
El 1 de mayo de 1891 entregó el gobierno a su sucesor, Sergio Alvarado.
Falleció en San Salvador de Jujuy el 9 de agosto de 1897. Había casado con Doralisa Blas y Eguren, hermana del juez y político jujeño Pablo Blas.